# A Private's Affair
A Private's Affair is een Amerikaanse filmkomedie uit 1959 onder regie van Raoul Walsh.

## Verhaal
Drie soldaten willen een revue op touw zetten in hun legerkazerne. Ze doen er alles aan om hun voorstelling ook op televisie te krijgen. Hun plannen lopen echter spoedig in de war.

## Rolverdeling
| Acteur              | Personage                    |
| ------------------- | ---------------------------- |
| Sal Mineo           | Luigi J. Maresi              |
| Christine Carère    | Marie                        |
| Barry Coe           | Jerry Morgan                 |
| Barbara Eden        | Sergeant Katie Mulligan      |
| Gary Crosby         | Mike Conroy                  |
| Terry Moore         | Louise Wright                |
| Jim Backus          | Jim Gordon                   |
| Jessie Royce Landis | Elizabeth T. Chapman         |
| Robert Burton       | Generaal Charles E. Hargrave |
| Alan Hewitt         | Majoor R.C. Hanley           |
| Bob Denver          | MacIntosh                    |
| Tige Andrews        | Sergeant Pickerell           |
| Ray Montgomery      | Kapitein Hickman             |
| Rudolph Anders      | Dr. Leyden                   |
| Debbie Joyce        | Magdalena                    |